# Ojo de buey (arquitectura)

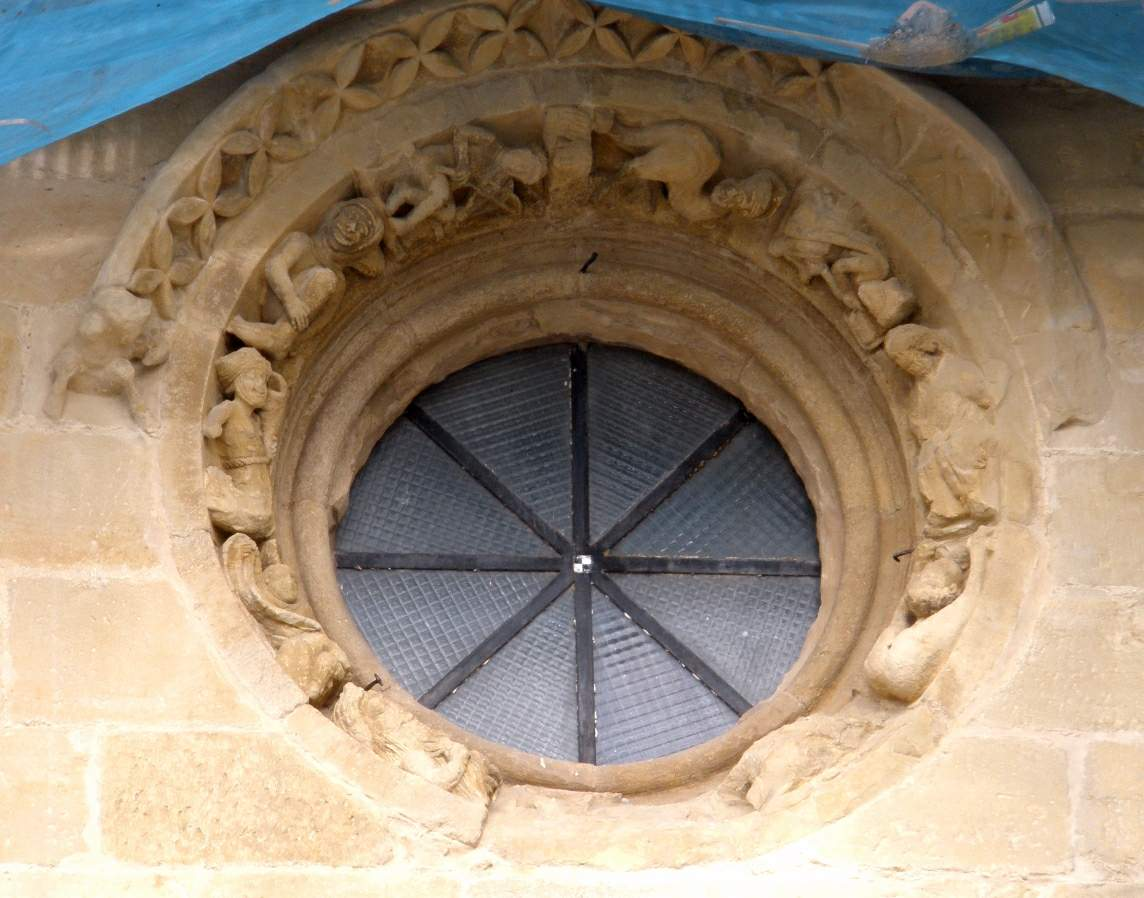
Ojo de buey sobre la Portada de los Abuelos de la Iglesia de San Juan de Laguardia, en Álava.

El ojo de buey, en arquitectura, es una pequeña ventana o tragaluz de forma ovalada o circular.
Las típicas ventanas circulares u ovaladas de la arquitectura del siglo XVI se suelen denominar ojos de buey. Las aberturas circulares a modo de claraboya en las buhardillas, características de la arquitectura clásica francesa del siglo XVII, también se aluden con este término.